# Оньєкачі Апам
Оньєкачі Апам (англ. Onyekachi Apam; нар. 30 грудня 1985, Аба) — нігерійський футболіст, який грав на позиції захисника.
Насамперед відомий виступами за «Ніццу» та «Ренн», а також національну збірну Нігерії.

## Клубна кар'єра
Народився 30 грудня 1985 року в місті Аба. Вихованець академії «Пепсі» та футбольної школи клубу «Енугу Рейнджерс».
У дорослому футболі дебютував 2006 року виступами за «Ніццу», в якій провів чотири сезони, взявши участь у 105 матчах чемпіонату. Більшість часу, проведеного у складі «Ніцци», був основним гравцем захисту команди.
До складу клубу «Ренн» приєднався влітку 2010 року. У команді з Ренна через постійні травми грав нерегулярно, провівши за три з половиною сезони лише 31 матч у всіх змаганнях. У січні 2014 Апам та клуб розірвали контракт за обопільною згодою.
19 вересня 2014 підписав контракт із клубом МЛС «Сіетл Саундерз». Провівши лише один матч за дубль та жодного в основний склад, у грудні Апам залишив американський клуб.

## Виступи за збірні
Протягом 2005–2007 років залучався до складу молодіжної збірної Нігерії. На молодіжному рівні зіграв у 10 офіційних матчах, забив 1 гол.
2008 року у складі олімпійської збірної Нігерії провів 5 матчів на Олімпійських іграх у Пекіні, на яких став олімпійським срібним призером.
2007 року дебютував в офіційних матчах у складі національної збірної Нігерії.
У складі збірної був учасником Кубка африканських націй 2008 року у Гані та Кубка африканських націй 2010 року в Анголі, на якому команда здобула бронзові нагороди.
Всього за чотири роки провів у формі головної команди країни 14 матчів.

## Статистика виступів

### Статистика клубних виступів
| Сезон   | Клуб             | Чемпіонат | Чемпіонат | Чемпіонат | Єврокубки | Єврокубки | Єврокубки | Кубок | Кубок | Кубок |
| Сезон   | Клуб             | Ліга      | Ігор      | Голів     | Турнір    | Ігор      | Голів     |       |       |       |
| ------- | ---------------- | --------- | --------- | --------- | --------- | --------- | --------- | ----- | ----- | ----- |
| Сезон   | Клуб             | Ліга      | Ігор      | Голів     | Турнір    | Ігор      | Голів     | Ігор  | Голів |       |
| 2006/07 | «Ніцца»          | Ліга 1    | 22        | 0         | -         | -         | -         | 2     | 0     |       |
| 2007/08 | «Ніцца»          | Ліга 1    | 30        | 0         | -         | -         | -         | 1     | 0     |       |
| 2008/09 | «Ніцца»          | Ліга 1    | 30        | 1         | -         | -         | -         | 4     | 0     |       |
| 2009/10 | «Ніцца»          | Ліга 1    | 23        | 0         | -         | -         | -         | 1     | 0     |       |
| 2010/11 | «Ренн»           | Ліга 1    | 0         | 0         | -         | -         | -         | 0     | 0     |       |
| 2011/12 | «Ренн»           | Ліга 1    | 12        | 0         | ЛЄ        | 1         | 0         | 3     | 0     |       |
| 2012/13 | «Ренн»           | Ліга 1    | 11        | 0         | -         | -         | -         | 4     | 0     |       |
| 2013/14 | «Ренн»           | Ліга 1    | 0         | 0         | -         | -         | -         | 0     | 0     |       |
| 2014    | «Сіетл Саундерз» | МЛС       | 0         | 0         | -         | -         | -         | 0     | 0     |       |

## Титули і досягнення
- Чемпіон Африки (U-20): 2005
- Срібний олімпійський призер: 2008
- Бронзовий призер Кубка африканських націй: 2010